# الكوميناس (فرقة موسيقية)
الكوميناس فرقة بانك روك أمريكيَّة، تمَّ تأسيسها في وريستر ماساتشوستس عام 2005 من قبل مُغنيين أمريكيين من أصول باكستانيَّة، خلال عشر سنوات من تأسيسها أصدرت الفرقة عدداً من الألبومات الهامة.

## نوع الموسيقى
يتميَّز نمط الرقص الخاص بالفرقة بأنَّه يقوم على نماذج البانك روك التي كانت منتشرة عام 1977، مع تأثُّر بأنواع روك من مختلف أنواع العالم مثل تركيا وإيران والموسيقى الشعبيَّة البنجابيَّة وموسيقى الريغي والديسكو والدوب، تُوصف أغاني هذه الفرقة بأنَّها تتمحور حول الأوضاع السائدة وتتحدَّى المستمعين لتقييم افتراضاتهم حول كونهم أمريكيين أو مسلمين.

## تاريخ الفرقة
في عام 2005 وبعد إصدار أول أغنيتين فقط للفرقة عبر موقع ماي سبيس سُلِّطت الأضواء على فرقة الكوميناس وأصبحت موضوعاً للأخبار والأفلام والبرامج الإذاعية والتلفزيونيَّة، في البداية وصفها البعض بأنَّها تمثِّل بوليوود بانك روك.
تبنَّت الفرقة تسمية تقواكورس The Taqwacores في إشارةٍ لكتاب يحمل نفس الاسم للكاتب الأمريكي المسلم مايكل محمد نايت، وهذا الكتاب هو في الأصل رواية تتخيَّل ما سيبدو عليه حال البانك روك الأمريكي الإسلامي، هذا الكتاب الفريد من نوعه أثار ضجة كبيرة في وسائل الإعلام الأمريكيَّة والعالميَّة، يعتقد البعض أنَّ هذه الرواية مضادة ومعادية للمشهد الإعلامي الأمريكي العام الذي ظهر بعد أحداث 11 سبتمبر.
حازت الفرقة على شهرة كبيرة في جنوب آسيا بفضل الأغاني البنجابيَّة والآرديَّة والهندية التي أطلقتها، هذا الاهتمام الكبير بفرقة الكوميناس امتدَّ ليشمل السكان الأصليين في شرق آسيا وحتى من هم خارج البلاد.
تعتبر أغنية Tunnnnnn إحدى أكبر نجاحات فرقة الكوميناس، وهذه الأغنية هي عبارة عن تحديث وإعادة إخراج لأغنية الريغي الكلاسيكية Armagideon Time للمغني ويلي ويليامز، تحتوي أغنية Tunnnnnn على مزيج من الكلمات الإنكليزيَّة والبنجابيَّة والآرديَّة، تقول كلمات الأعنية بالآردية: سنشرب فقط ما يشربونه في العراق، سنشرب فقط ما يشربونه في كربلاء، وتطرَّقت إلى الواقع المرير والمُرعب للحرب والدمار الذي يعصف بتلك البلاد، حقَّقت هذه الأغنية نجاحاً كبيراً جداً وأثارت إعجاب مشجعي الفرقة ومتابعيها.
في عام 2012 أصدرت الفرقة أغنية جديدة حملت نفس اسم الفرقة «كوميناس»، في هذه الأغنية طغى لون الروك الأمريكي على أسلوب الفرقة بدلاً من الاهتمام بالقضايا التي تركِّز على المسلمين.
بين أعوام 2009-2012 قامت فرقة الكوميناس بجولات واسعة حول العالم في أمريكا وكندا وأوروبا، ولكن نتاجها كان متواضعاً نسبيَّاً اعتباراً من عام 2012 واقتصر على رسائل يوميَّة على صفحتهم الخاصَّة على فيسبوك تتحدث عن قضايا سياسيَّة تتعلَّق بالدين والعرق والإثنيَّات.
على الرغم من هذه التعليقات والرسائل السياسيَّة، يقول المعجبون إنَّ أغاني الفرقة تحمل الصفة العقلانية أكثر من التوجهات السياسيَّة والدينيَّة والإثنيَّة.

## النشاط السياسي للفرقة
تستخدم فرقة الكوميناس مجموعة متنوِّعة من الطرق للتعريف بالتراث الباكستاني، كاستخدامهم لكلمة بني brown على سبيل المثال بمعناها العرقي الذي يشير لأهالي باكستان وجنوب آسيا.
تستخدم شركة Kominas مجموعة متنوعة من الطرق لتعريف أنفسهم بتراثهم الباكستاني. على سبيل المثال، يستخدمون كلمة «بني» على تويتر لإثارة معانيها العرقية. يتم استخدام الكلمة كمعرف لأهالي جنوب آسيا والباكستانيين. وهو يربطهم بتراثهم وغيره من الفرق والأشخاص الآخرين ، وعلى كل حال فالطابع السياسي لأغاني الفرقة لا يمكن تجاهله، ويقول أعضاء الفرقة إنَّهم يرغبون في خلق مساحات آمنة للناس للاستماع إلى موسيقاهم.
كان عنوان تقواكورس أحد العلامات الأخرى التي عرفت بها الكويمناس نفسها. فبينما تتكون تقواكورس من عازفي البانك روك المسلمين، لا يروق الكوميناس كيف أن الناس لا يركزون إلا على العنوان من الجانب الدينيّ فقط. حيث تتناول الفرقة الجانب السياسيّ من تقواكورس أيضًا. إنها تدور حول تعزيز وإبراز تراثهم بطريقة مختلفة: عن طريق البانك روك ومواقع التواصل الاجتماعيّ. تجمع الكوميناس وعنوان تقواكورس الناس معًا بالرغم من المسافات بينهم. إنهم يتجمعون عن طريق هويّة وجودهم، اللون البني "Brown" وحبهم للبانك روك و/ أو الانتماءات الدينيّة.
تحتوي أغاني الكوميناس على جانب سياسيّ. إنها معنيّة بإحداث تغيير في الثقافة البيضاء. إنهم يأملون في خلق مساحات لذوي البشرة الملونة لسماع الموسيقى.

## أهم الألبومات
- ليالٍ جامحة في خليج غوانتانامو Wild Nights in Guantanamo Bay صدر عام 2008
- الهروب إلى شاطئ بلاكوت Escape to Blackout Beach صدر عام 2010
- كوميناس صدر 2012
- الصورة النمطيَّة Stereotype صدر عام 2015

## روابط خارجية
- الكوميناس على موقع ميوزك برينز (الإنجليزية)
- الكوميناس على موقع أول موفي (الإنجليزية)
- الكوميناس على موقع ديسكوغز (الإنجليزية)